# Абдыкалыков, Нурлан
Нурлан Абдыкалыков (17 августа 1965, Кочкорка — 1988, Москва) — советский боксёр, чемпион и призёр чемпионатов СССР, бронзовый призёр чемпионата Европы, мастер спорта СССР международного класса.

## Биография
Рос без отца. За отличную учёбу был отмечен поездкой во всесоюзный пионерский лагерь «Артек». В школе увлёкся боксом. Вскоре стал победителем всех областных детских и юношеских турниров. Затем попал в республиканский спортивный интернат. В 19 лет его начали привлекать в сборную команду страны. Был победителем многих международных турниров.
Во время полуфинального боя на чемпионате страны 1985 года вдруг начал странно себя вести, выкрикивал какую-то несуразицу. Бой он выиграл, но в таком состоянии тренеры не выпустили его на финальный бой. Он был отправлен в одну из лучших московских клиник, где и скончался три года спустя.

## Спортивные результаты
- Чемпионат СССР по боксу 1984 года — ;
- Чемпионат СССР по боксу 1985 года — ;